# Roberto Castillo (futbolista)
Roberto Castillo fue un futbolista peruano que jugaba como delantero y que desarrolló la mayor parte de su carrera en Alianza Lima. Fue hermano de Félix Castillo, otro exfutbolista histórico del club blanquiazul. Integró en varias ocasiones la Selección Peruana.

## Carrera
Debutó en Alianza Lima en 1947, llegando a jugar 204 partidos y convirtiendo 65 goles. Jugaba en la zona derecha del ataque, ya fuera como wing o insider. Se destacó por practicar un fútbol estilizado y por un comportamiento sobrio en la cancha. Se coronó campeón en 13 oportunidades con la casaca intima.
Su debut se produjo en 1947, tras un cisma en la Liga de la División de Honor, Inició así chupón en ese año con la camisa blanquiazul, un lustro plagado de títulos. Llegó a confirmar el denominado "Nuevo Rodillo Negro" al lado de "Vides" Mosquera, Valeriano López, Félix Castillo y Óscar Gómez Sánchez.
Sobre fines de la década de 1950 fue retrasándose en el campo de juego para tomar una posición de creación, siempre sobre el sector derecho y sin perder su cuota goleadora. En 1958, tras una nueva escisión de la presidencia en el conjunto blanquiazul, este último fue su año de retiro de la actividad profesional, aunque a inicios del año siguiente jugó un par de amistosos. Es el cuarto máximo anotador del club en la era amateur.

## Selección nacional
Disputó 11 encuentros y marcó 2 goles. Jugó el Campeonato Sudamericano 1953 realizado en su país de origen, consagrándose como titular.
Disputó luego tres encuentros en el Campeonato Sudamericano 1955, que se disputó en Chile. Le marcó un gol a Uruguay en la victoria de su equipo 2-1.

### Participaciones en la Copa América
| Copa                         | Sede  | Resultado    | PJ | Goles |
| ---------------------------- | ----- | ------------ | -- | ----- |
| Campeonato Sudamericano 1953 | Perú  | Quinto lugar | 4  | 0     |
| Campeonato Sudamericano 1955 | Chile | Tercer lugar | 3  | 1     |

## Clubes
| Club         | País | Año       |
| ------------ | ---- | --------- |
| Alianza Lima | Perú | 1947-1958 |
| Sucre FBC    | Perú | 1959      |

## Estadísticas
| Alianza Lima · Perú | 1.ª                 | 1947                | 14  | 2  | -  | - | - | - | 14  | 2  | 0,00 | 3  | 0  |
| Alianza Lima · Perú | 1.ª                 | 1948                | 18  | 5  | 2  | 0 | - | - | 20  | 5  | 0,05 | 1  | 0  |
| Alianza Lima · Perú | 1.ª                 | 1949                | 14  | 3  | 3  | 0 | - | - | 17  | 3  | 0,03 | 3  | 1  |
| Alianza Lima · Perú | 1.ª                 | 1950                | 17  | 10 | 2  | 0 | - | - | 19  | 10 | 0,10 | 4  | 0  |
| Alianza Lima · Perú | 1.ª                 | 1951                | 18  | 15 | 4  | 1 | - | - | 22  | 16 | 0,00 | 2  | 2  |
| Alianza Lima · Perú | 1.ª                 | 1952                | 13  | 3  | 3  | 1 | - | - | 16  | 4  | 0,03 | 3  | 1  |
| Alianza Lima · Perú | 1.ª                 | 1953                | 14  | 7  | 2  | 0 | - | - | 16  | 7  | 0,04 | 5  | 0  |
| Alianza Lima · Perú | 1.ª                 | 1954                | 11  | 6  | 3  | 2 | - | - | 14  | 8  | 0,00 | 8  | 4  |
| Alianza Lima · Perú | 1.ª                 | 1955                | 7   | 2  | 2  | 0 | - | - | 9   | 2  | 0,00 | 6  | 1  |
| Alianza Lima · Perú | 1.ª                 | 1956                | 17  | 5  | 1  | 0 | - | - | 18  | 5  | 0,00 | 2  | 2  |
| Alianza Lima · Perú | 1.ª                 | 1957                | 10  | 2  | -  | - | - | - | 10  | 2  | 0,00 | 3  | 0  |
| Alianza Lima · Perú | 1.ª                 | 1958                | 15  | 1  | -  | - | - | - | 15  | 1  | 0,00 | 4  | 0  |
| Alianza Lima · Perú | 1.ª                 | 1959                | -   | -  | -  | - | - | - | -   | -  | -    | 2  | 0  |
| Alianza Lima · Perú | Total               | Total               | 181 | 60 | 23 | 5 | 0 | 0 | 204 | 65 | 0,03 | 46 | 11 |
| Total en su carrera | Total en su carrera | Total en su carrera | 181 | 60 | 23 | 5 | 0 | 0 | 204 | 65 | 0,03 | 46 | 11 |
| (1)Incluye el Campeonato de Apertura (1948, 1949, 1950, 1951, 1952, 1953, 1954, 1955 y 1956). (2) No incluye datos de partidos amistosos ni categorías inferiores. |                     |                     |     |    |    |   |   |   |     |    |      |    |    |

## Palmarés

### Campeonatos nacionales
| Título                 | Club         | País | Año  |
| ---------------------- | ------------ | ---- | ---- |
| Campeonato de Apertura | Alianza Lima | Perú | 1947 |
| Primera División       | Alianza Lima | Perú | 1948 |
| Campeonato de Apertura | Alianza Lima | Perú | 1949 |
| Campeonato de Apertura | Alianza Lima | Perú | 1950 |
| Primera División       | Alianza Lima | Perú | 1952 |
| Primera División       | Alianza Lima | Perú | 1954 |
| Campeonato de Apertura | Alianza Lima | Perú | 1955 |
| Primera División       | Alianza Lima | Perú | 1955 |
| Campeonato de Apertura | Alianza Lima | Perú | 1956 |